# Slawe
Slawe is een bestuurslaag in het regentschap Trenggalek van de provincie Oost-Java, Indonesië. Slawe telt 2371 inwoners (volkstelling 2010).